# Estación de Sardón de Duero
Sardón de Duero fue una estación de ferrocarril situada en el municipio español de Sardón de Duero, en la provincia de Valladolid. Las instalaciones formaban parte de la línea Valladolid-Ariza y estuvieron en servicio entre 1895 y 1994.

## Historia
Tras varios años de obras, la línea Valladolid-Ariza fue abierta al tráfico en 1895. Los trabajos de construcción corrieron a cargo de la compañía MZA, que en el municipio de Sardón de Duero levantó una estación de 4.ª clase. Además de un edificio de viajeros, el complejo disponía de un muelle-almacén de mercancías y varias instalaciones auxiliares. En 1941, con la nacionalización de la red de ancho ibérico, las instalaciones pasaron a manos de RENFE.
En 1980 la estación alcanzó la categoría de 3.ª clase debido a la instalación de una segunda vía de apartado para dar servicio a un polvorín que tenía el Parque de Artillería de Valladolid soterrado en un monte próximo. En 1982 la estación fue rebajada a la categoría de apeadero-cargadero sin personal adscrito, reflejo de la decadencia que vivía la línea en aquellos años. En 1985 las instalaciones, al igual que el resto de la línea, fueron clausuradas al tráfico de pasajeros. Fue reclasificada como cargadero y se mantuvo todavía operativa para los trenes de mercancías. Dejó de prestar servicio con la clausura de toda la línea en 1994. Desde enero de 2005, con la extinción de RENFE, el ente Adif pasó a hacerse cargo de las instalaciones ferroviarias.
En la actualidad el edificio de viajeros es utilizado como vivienda particular.

## La estación

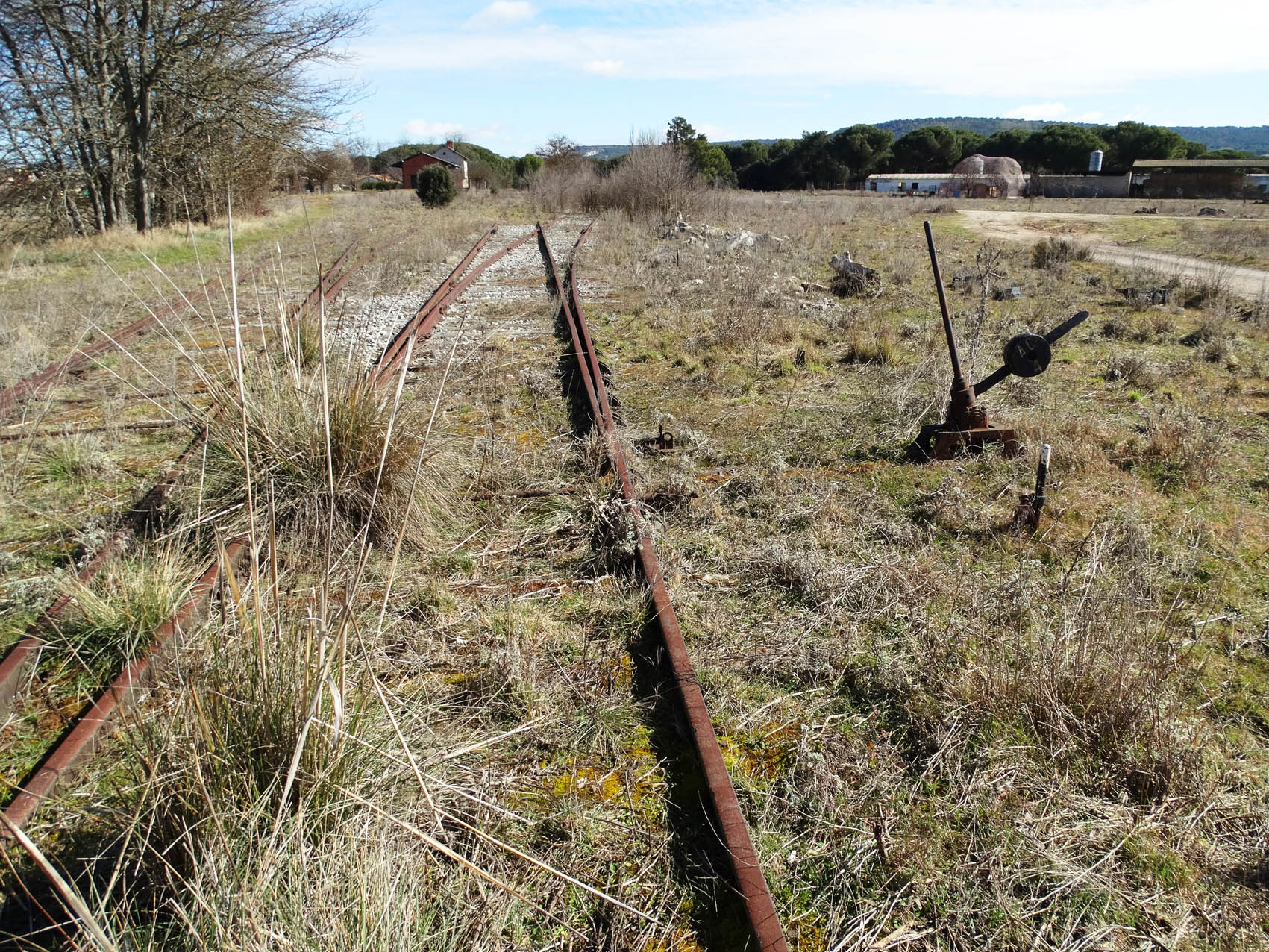
Antigua playa de vías (2015).

En su origen las instalaciones disponían del edificio de viajeros, un muelle-almacén de mercancías y una playa de vías: además de la vía principal, existía una vía de muelle y otra de sobrepaso. Tuvo una grúa hidráulica situada entre la vía principal y la de sobrepaso, una báscula puente de 20 Tm (tonelada métrica) que fue sustituida más tarde por otra de 30 Tm y un gálibo.
Se conserva el edificio de viajeros habitado por particulares, así como otras instalaciones ferroviarias. El edificio de retretes se mantiene en pie, aunque con las puertas cegadas y sin uso; se mantienen las placas cerámicas casi desaparecidas, donde aún se puede leer «Retrete caballeros, Retrete señoras, Retrete urinario, Lampistería». La lampistería era el almacén de lámparas de petróleo para las locomotoras a vapor. En 1992 desaparecieron el depósito de agua y la grúa hidráulica.